# Saxifragopsis fragarioides
Saxifragopsis fragarioides ist die einzige Pflanzenart der Gattung Saxifragopsis in der Familie der Steinbrechgewächse (Saxifragaceae). Sie kommt nur in den westlichen USA vor.

## Beschreibung

### Vegetative Merkmale
Saxifragopsis fragarioides wächst als ausdauernde krautige Pflanze und erreicht Wuchshöhen von 6 bis 25 Zentimetern. Sie bildet durch dicke, verholzende Rhizome lockere Bestände, besitzt aber Stolonen. Der aufrechte, einzellig, drüsig behaarte Stängel besitzt keine Laubblätter, sondern nur ein bis zwei zu Schuppen reduzierte, sitzende Hochblätter.
Die in einer grundständigen Blattrosette zusammenstehenden Laubblätter sind in Blattstiel und Blattspreite gegliedert. Die wenig drüsig behaarten Blattstiele sind 1,5 bis 4 Zentimeter lang. Die häutige Blattspreite ist bei einer Länge von 1,5 bis 4 Zentimetern breit verkehrt-eiförmig mit keilförmiger Basis und spitzem bis stumpfem oberen Ende. Die Nervatur ist handförmig. Der Blattrand ist nicht gelappt, sondern besitzt in der oberen Hälfte nur sieben bis elf grobe Zähne und ist bewimpert. Die Blattoberfläche ist kahl oder spärlich drüsig behaart. Es sind kleine Nebenblätter vorhanden.

### Generative Merkmale
Die Blütezeit reicht von Juni bis August oder in Kalifornien von Juli bis September. In einem kompakten, 6 bis 25 Zentimeter langen, schirmtraubigen Blütenstand stehen über drüsig behaarten, schuppenförmigen Tragblättern an Blütenstielen 27 bis 90 Blüten mehr oder weniger locker, aber oft am oberen Ende der Verzweigungen konzentriert, zusammen.
Die zwittrigen Blüten sind fünfzählig mit doppelter Blütenhülle (Perianth). Der 5 bis 9 Millimeter lange, glockenförmige, grünliche, mehr oder weniger stark drüsig behaarte Blütenbecher (Hypanthium) ist bis zur Hälfte mit dem Fruchtknoten verwachsen; der freie Bereich ist etwa 0,2 Millimeter lang. Die fünf ausgebreiteten bis zurückgebogenen, grünen Kelchblätter sind bei einer Länge etwa 2 Millimetern dreieckig bis eiförmig mit spitzem bis gerundetem oberen Ende. Die fünf weißen bis rosafarbenen Kronblätter sind ausgebreitet, bei einer Länge von 1,5 bis 3 Millimetern verkehrt-eiförmig bis verkehrt-lanzettlich und ungelappt. Es sind zwei Kreise mit je fünf 0,8 bis 1 Millimeter langen Staubblättern vorhanden; sie überragen die Kronblätter nicht. Die Staubfäden sind dünn. Die zwei halbunterständigen Fruchtblätter sind nur zu etwa einem Viertel zu einem zweikammerigen Fruchtknoten verwachsen. Es liegt zentralwinkelständige (axile) Plazentation. Die zwei 0,8 bis 1 Millimeter langen, schnabelförmig gebogenen Griffel ragen nicht über die Kronblätter hinaus und enden jeweils in einer Narbe.
Die braune, zweischnabelige Kapselfrucht ist bei einer Länge von selten 3 bis, meist 4 bis 5 Millimetern eiförmig. Die Kapselfrucht öffnet sich zwischen den beiden kurzen Fruchtschnäbeln und enthält 50 bis 75 Samen. Die dunkelbraunen Samen sind eiförmig-prismatisch und glatt oder längs gerippt.

### Chromosomensatz
Die Chromosomengrundzahl beträgt n = 7, es liegt Diploidie mit einer Chromosomenzahl von 2n = 14 vor.

## Vorkommen
Saxifragopsis fragarioides kommt nur in den westlichen US-Bundesstaaten Kalifornien, Oregon sowie Washington vor. Die Vorkommen von Saxifragopsis fragarioides beschränken sich fast auf die Siskiyou Mountains Kaliforniens und südwestlichen Oregons. Im Hauptvorkommen gedeiht Saxifragopsis fragarioides in Felsspalten und Berghängen (Schuttfächern) in Höhenlagen von 1500 bis 3000 Metern. Isoliert außerhalb dieses Gebietes liegen kleine Populationen in zentralen Washington, die etwa 500 Meter tiefer gedeihen als in der Hauptregion.

## Unterscheidung vonSaxifragopsismitSaxifraga
Die einzige Saxifragopsis-Art unterscheidet sich von den vielen Saxifraga-Arten in der Merkmalskombination: dickes, verholzendes Rhizom, das deutlich gestielte Laubblatt, einzellige drüsige Trichome und schnabelförmige Griffel.

## Systematik
Diese Art wurde 1881 unter dem Namen Saxifraga fragarioides von Edward Lee Greene in Bulletin of the Torrey Botanical Club, Volume 8, Issue 11, S. 121 erstbeschrieben. John K. Small stellte 1896 mit dieser Art unter dem Namen Saxifragopsis fragarioides in Two New Genera of Saxifragaceae in Bulletin of the Torrey Botanical Club, Volume 23, S. 19–20, Tafel 257 die neue Gattung Saxifragopsis.
Der Gattungsname Saxifragopsis leitet sich aus dem Gattungsnamen Saxifraga und dem griechischen opsis für ähnlich ab. Das Artepitheton fragarioides bedeutet erdbeerähnlich.